# Bas Dost
Bas Dost (ur. 31 maja 1989 w Deventer) – holenderski piłkarz występujący na pozycji napastnika w holenderskim klubie NEC Nijmegen. Wychowanek FC Emmen, w swojej karierze grał także w takich zespołach jak Heracles Almelo, sc Heerenveen, VfL Wolfsburg, Sporting Lizbona, Eintracht Frankfurt, Club Brugge i FC Utrecht.